# Domaine d'Okabe
Pour les articles homonymes, voir Okabe (homonymie).

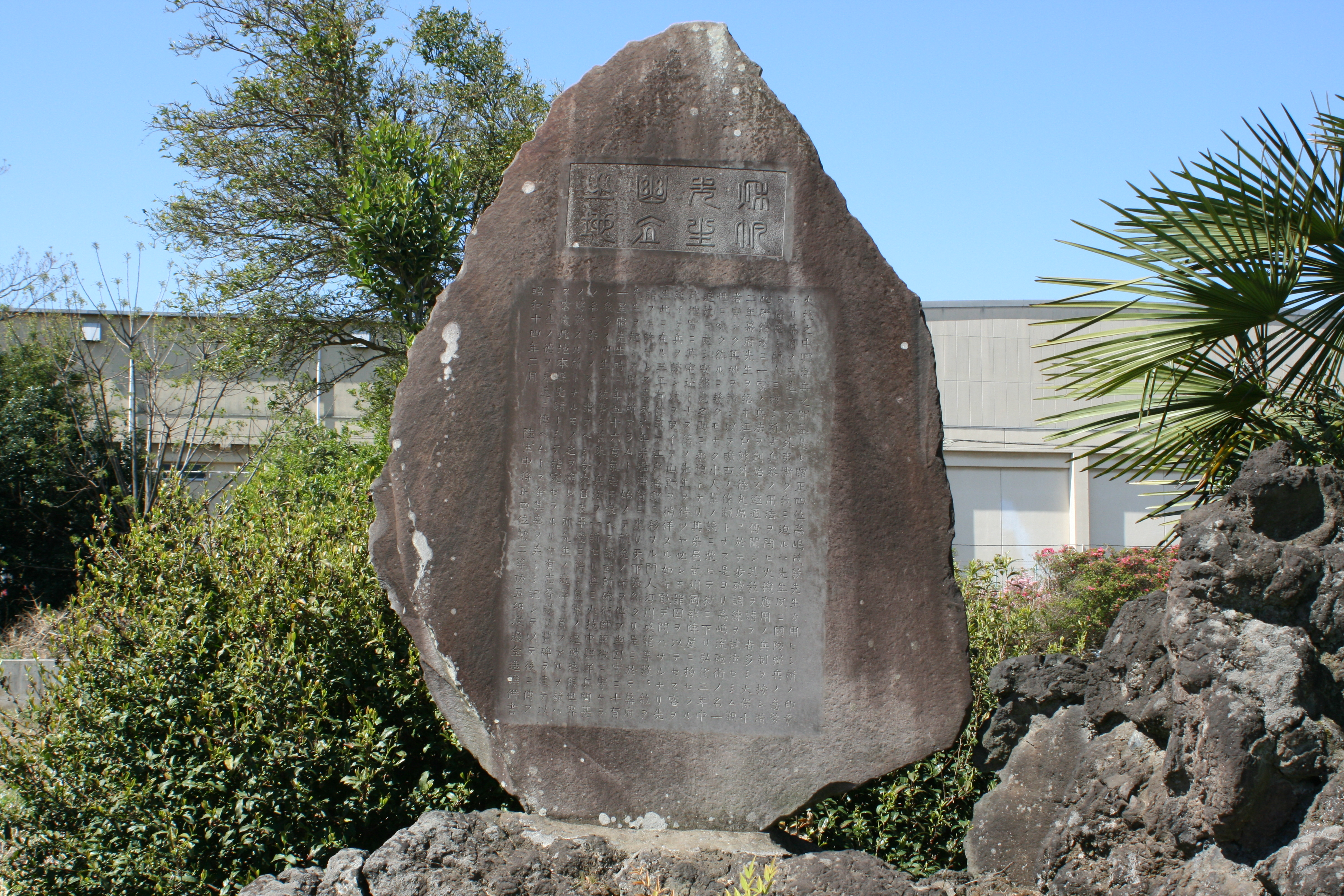
Monument situé sur le site du jin'ya d'Okabe, centre administratif du domaine d'Okabe à Fukaya.

Le domaine d'Okabe (岡部藩, Okabe-han) est un fief féodal japonais de l'époque d'Edo situé dans la province de Musashi (actuelle préfecture de Saitama). Il était dirigé à partir du jin'ya d'Okabe dans l'actuelle ville de Fukaya par le clan Abe durant la totalité de son histoire.

## Histoire
Le clan Abe est un vassal du clan Imagawa, et entre plus tard au service de Tokugawa Ieyasu. Abe Nobumori est un hatamoto au revenu de 5 250 koku qui sert Honda Masanobu lors de la bataille de Sekigahara. Il sert ensuite Tokugawa Hidetada lors du siège d'Osaka, mais ne reçoit pas d'augmentation de revenus avant 1636 quand il est récompensé par 4 000 koku. En 1649, il est nommé commandant du château d'Osaka avec un revenu de 10 000 koku, ce qui lui permet de devenir daimyo. Cependant, ses revenus de 19 250 koku sont issus de plusieurs territoires épars situés dans les provinces de Musashi, Settsu, Mikawa, et Shimotsuke.
Son fils, Abe Nobuyuki, donne 1 000 koku à chacun de ses deux frères en 1662. Cependant, à sa nomination de vice-commandant du château d'Osaka en 1677, il reçoit une augmentation de 3 000 koku, élevant les revenus du domaine à 20 250 koku. Le fils de Nobuyuki, Abe Nobutomo, reçoit une augmentation supplémentaire de 2 000 koku en 1682. Cependant, son fils Abe Nobumine donne 2 000 koku à son frère cadet en 1701. Nobumine déplace également le siège du domaine à Okabe dans la province de Musashi.
De plus, le 5e daimyo, Abe Nobukata, donne 1 000 koku à son frère cadet en 1706.
Le 13e et dernier daimyo, Abe Nobuoki, participe à la répression de la rébellion de Mito, mais ne joue qu'un rôle secondaire durant la guerre de Boshin et rejoint la cause du gouvernement de Meiji en 1868. Ses terres à Musashi sont confisquées par le gouvernement et il déplace le siège de son domaine à Hanhara dans la province de Mikawa (actuelle ville de Shinshiro) où il continue de diriger le reste du domaine jusqu'à l'abolition du système han en 1871.

## Possessions à la fin de l'époque d'Edo
Comme la plupart des domaines japonais, Okabe est composé de plusieurs territoires discontinus dont la valeur kokudaka est fondée sur une estimation périodique du potentiel agricole,.
- Province de Musashi
  - 10 villages dans le district de Hanzawa
- Province de Kōzuke
  - 4 villages dans le district de Nitta
- Province de Mikawa
  - 2 villages dans le district de Hoi
  - 9 villages dans le district de Yana
- Province de Settsu
  - 12 villages dans le district de Teshima
  - 3 villages dans le district de Nose
  - 3 villages dans le district de Kawabe
  - 6 villages dans le district d'Arima
- Province de Tamba
  - 1 village dans le district d'Ikaruga
  - 2 villages dans le district d'Amata

## Liste des daimyōs
| #                          | Nom                      | Règne     | Titre de courtoisie     | Rang de cour            | Kokudaka                      |
| -------------------------- | ------------------------ | --------- | ----------------------- | ----------------------- | ----------------------------- |
| Clan Abe (fudai) 1649-1871 |                          |           |                         |                         |                               |
| 1                          | Abe Nobumori (安部信盛)  | 1649-1662 | Settsu-no-kami (摂津守) | 5e inférieur (従五位下) | 19 250 koku                   |
| 2                          | Abe Nobuyuki (安部信之)  | 1662-1678 | Tamba-no-kami (丹波守)  | 5e inférieur (従五位下) | 19 250 → 17 250 → 20 250 koku |
| 3                          | Abe Nobutomo (安部信友)  | 1678-1701 | Settsu-no-kami (摂津守) | 5e inférieur (従五位下) | 20 250 → 22 250 koku          |
| 4                          | Abe Nobumine (安部信峯)  | 1701-1706 | Tamba-no-kami (丹波守)  | 5e inférieur (従五位下) | 22 250 → 20 250 koku          |
| 5                          | Abe Nobukata (安部信賢)  | 1706-1723 | Settsu-no-kami (摂津守) | 5e inférieur (従五位下) | 20 250 → 19 250 koku          |
| 6                          | Abe Nobuhira (安部信平)  | 1723-1750 | Settsu-no-kami (摂津守) | 5e inférieur (従五位下) | 19 250 koku                   |
| 7                          | Abe Nobuchika (安部信允) | 1750-1782 | Settsu-no-kami (摂津守) | 5e inférieur (従五位下) | 19 250 koku                   |
| 8                          | Abe Nobumichi (安部信享) | 1781-1806 | Settsu-no-kami (摂津守) | 5e inférieur (従五位下) | 19 250 koku                   |
| 9                          | Abe Nobumochi (安部信操) | 1806-1825 | Settsu-no-kami (摂津守) | 5e inférieur (従五位下) | 19 250 koku                   |
| 10                         | Abe Nobuyori (安部信任)  | 1825-1828 | Tamba-no-kami (丹波守)  | 5e inférieur (従五位下) | 19 250 koku                   |
| 11                         | Abe Nobuhisa (安部信古)  | 1828-1842 | Settsu-no-kami (摂津守) | 5e inférieur (従五位下) | 19 250 koku                   |
| 12                         | Abe Nobutaka (安部信宝)  | 1842-1863 | Settsu-no-kami (摂津守) | 5e inférieur (従五位下) | 19 250 koku                   |
| 13                         | Abe Nobuoki (安部信発)   | 1863-1871 | Settsu-no-kami (摂津守) | 5e inférieur (従五位下) | 19 250 koku                   |